# 陳聖宗
陳聖宗（ちんせいそう、ベトナム語：Trần Thánh Tông （チャン・タイン・トン）、1240年10月12日 - 1290年7月3日）は、大越陳朝の第2代皇帝（在位1258年 - 1278年）。初代皇帝太宗の長男。聖宗は廟号である。名は陳 晃（ベトナム語：Trần Hoảng / 陳晃）、または陳 日烜（ベトナム語：Trần Nhật Huyên / 陳日烜）とも。

## 略歴
元豊8年（1258年）2月、父の太宗が譲位したため、即位することとなった。しかし実権は、太上皇となった父が掌握していた。
クビライの元から服属要求を受けるが、聖宗はこれを拒絶して、元と抗戦する姿勢を示している。宝符5年（1277年）4月に太宗が没すると政治の実権を握り、宝符6年10月22日（1278年11月8日）、子の仁宗に譲位して太上皇となる。
紹宝6年（1284年）、チャンパ遠征のため鎮南王トガンの率いる元軍が派遣されたが、ベトナムは領内通過を拒否。チャンパと協力し、元軍に応戦した。紹宝7年（1285年）正月、万劫・普頼山の戦に敗れ、紅河が渡河されると、聖宗は国都のタンロンを明け渡し、天長・長安の地に逃れる。しかし、4月には攻撃に転じ、5月に元軍が撤兵すると、これを追撃した（章陽の戦い）。6月6日、聖宗はタンロンに帰還した。
重興3年（1287年）、元が再び遠征軍を派遣し、水陸三方面よりベトナムに侵入した。12月、元軍が紅河東岸に達すると、聖宗は叔父を使者として送るが、交渉は決裂。元軍が渡河すると、国都を棄てて天長海口の地に逃れ、さらに海上に逃れた。しかし、ベトナム軍が後方連絡を遮断すると、元軍に糧食欠乏が生じ、さらに疫病が発生した。このため、重興4年（1288年）2月末には全軍撤退が決定された。3月、撤退する元の水軍を、興道王陳国峻の指揮するベトナム軍が白藤江で待ち伏せ攻撃し、聖宗も遅れてこれに参加し、大勝した。3月27日（1288年4月28日）に国都城に帰還。
重興6年5月25日（1290年7月3日）、死去した。